# Syzyfowe prace
Syzyfowe prace – powieść Stefana Żeromskiego, która po raz pierwszy ukazała się w krakowskim dzienniku „Nowa Reforma” od 7 lipca do 24 września 1897. Z początku powieść miała mieć tytuł "Wybawiciel".

## Historia powstania
Żeromski opublikował ją pod pseudonimem Maurycy Zych. Pod tymże pseudonimem wydał ją w formie książkowej we Lwowie w 1898, nakładem Lwowskiego Towarzystwa Wydawniczego. Ocenzurowana i przygotowana do druku przez pisarza powieść ukazała się w zaborze rosyjskim w 1909 (z datą 1910) pod tytułem Andrzej Radek, czyli Syzyfowe prace.

## Fabuła
Marcin Borowicz został odwieziony do szkoły w Owczarach. Pózniej trafił do Klerykowa, gdzie mieściło się gimnazjum. Po jakimś czasie matka Marcina zmarła. Marcin przeżył pierwszą miłość, którą była Anna Stogowska, nazywana przez innych Birutą. Nie zamienił z nią jednak żadnego słowa. Po zdaniu matury próbował ją odnaleźć. Okazało się jednak, że wyjechała z rodziną do Rosji.

## Bohaterowie
- Marcin Borowicz – ośmiolatek wysłany do szkoły w Owczarach.
- Andrzej Radek – ubogi chłopak ze wsi, kształcony dzięki pomocy nauczyciela Antoniego Paluszkiewicza ps. Kawka.
- Anna Stogowska – córka lekarza i Rosjanki, nazywana Birutą, w której zakochał się Marcin Borowicz.
- Helena i Walenty Borowiczowie – rodzice Marcina.
- Michcik i Piątek – najlepsi uczniowie szkoły w Owczarach.
- Walecki zwany Figą, Pieprzojad, Marian Gontala – inni uczniowie.
- Bernard Zygier – uczeń przybyły do Klerykowa po wyrzuceniu go ze szkoły warszawskiej.
- Źródło: [2].

## Analiza
W powieści autor na podstawie własnych doświadczeń z dzieciństwa i lat młodzieńczych przedstawił obraz szkoły w rosyjskim Królestwie Polskim i walkę polskiej młodzieży z rusyfikacją. Żeromski pod przejrzystymi kryptonimami ukrył szkołę w Pińczowie jako progimnazjum w Pyrzogłowach i gimnazjum kieleckie jako szkoła w Klerykowie. Pod osobą Andrzeja Radka ukrył swego bliskiego przyjaciela Jana Wacława Machajskiego, syna mieszczanina pińczowskiego.
W rozdziale XVII opisano scenę, w której Marcin Borowicz odnajduje w pamiętniku wiersz Anny Stogowskiej „Biruty”. Jest to końcowy fragment wiersza Mieczysława Romanowskiego Kiedyż?. Ponadto, ukazany w wierszu motyw przekuwania broni na narzędzia rolnicze pojawia się również w Piśmie Świętym w ST (w Księdze Izajasza 2, 4 oraz Księdze Micheasza 4, 3).

## Adaptacje
Powieść zekranizował w latach 1998–2000 Paweł Komorowski. W filmie i serialu w rolach głównych wystąpili: Łukasz Garlicki, Franciszek Pieczka, Bartłomiej Kasprzykowski, Zofia Kucówna i Alicja Bachleda-Curuś.